# Jakub Beinhart
.

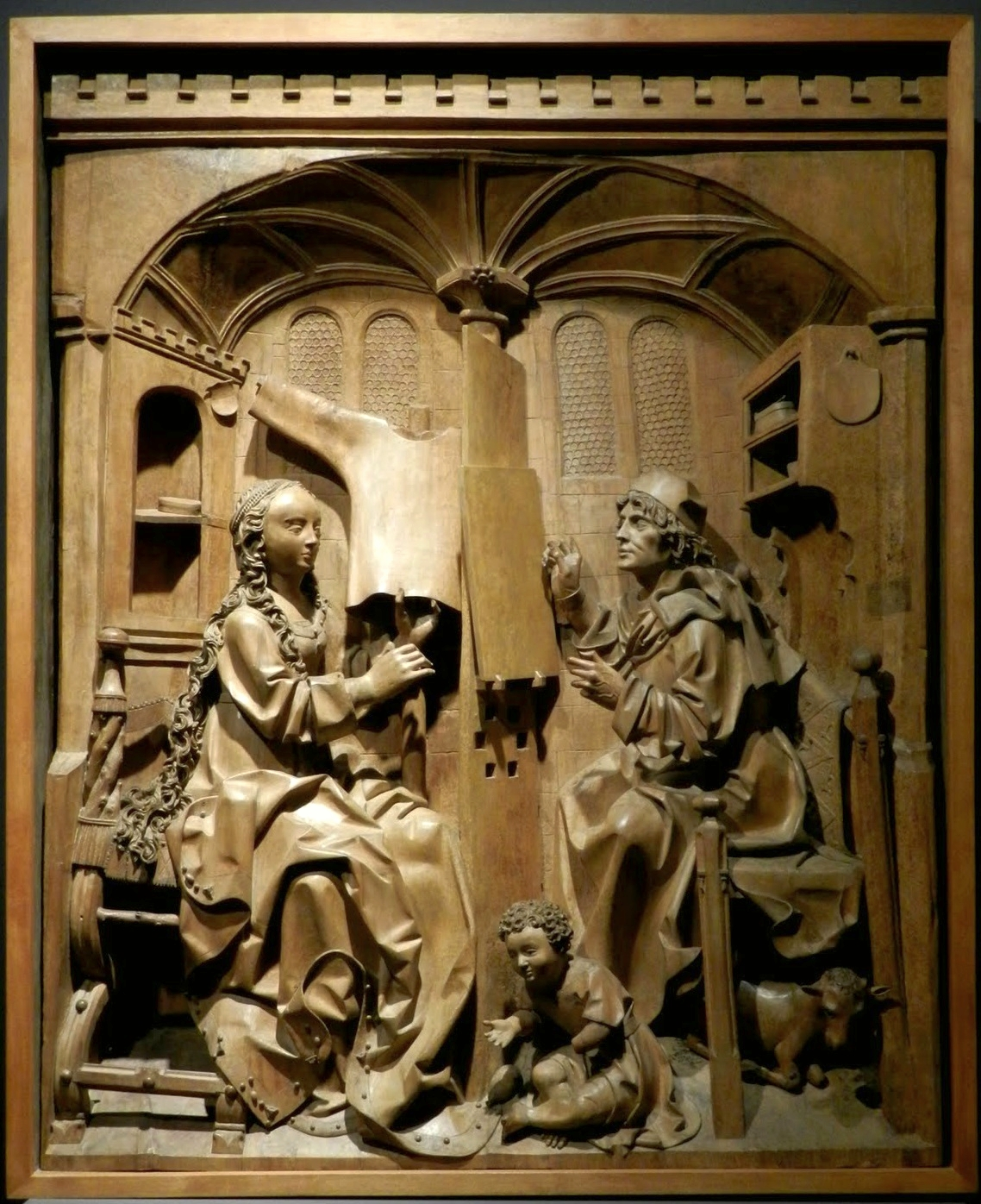
Święty Łukasz malujący wizerunek Marii, około 1510, Warszawa, Muzeum Narodowe

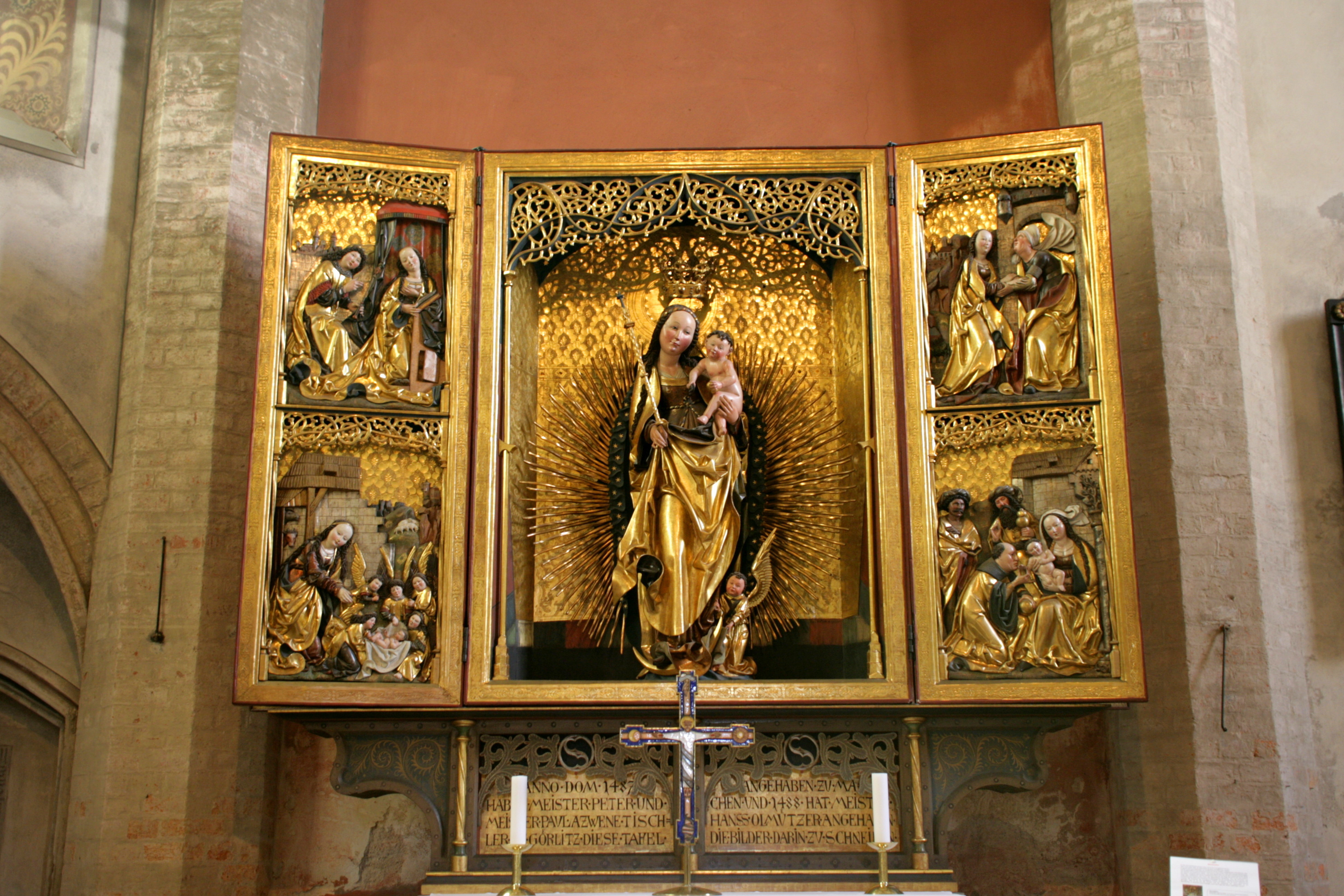
Ołtarz Złotej Madonny w Kościele Świętej Trójcy w Zgorzelcu

Jakub Beinhart, także Jakub Beynhard, Beynhardt, Peynhart (ur. ok. 1460 w Geislingen an der Steige, zm. w 1525 we Wrocławiu) – wrocławski rzeźbiarz i malarz.

## Życiorys
14 lutego 1483 przyjął prawo miejskie Wrocławia, w następnym roku został wpisany do spisu mistrzów cechu malarzy i rzeźbiarzy. Wielokrotnie pełnił obowiązki starszego cechu. Był właścicielem wielu wrocławskich nieruchomości. Jego syn Christoff był również rzeźbiarzem, prowadził od roku 1521 własny warsztat, zmarł około roku 1546.
Jakub Beinhart utrzymywał w swoim warsztacie wielu uczniów, w tym kuzynów Antoniusa (1498), Caspara (1505) i Hansa (1506). Realizował liczne zamówienia, co przyczyniało się do obniżenia poziomu artystycznego dzieł.
Jedyną rzeźbą Beinharta wykonaną własnoręcznie jest wykuta w piaskowcu figura Marii z Dzieciątkiem na północnej ścianie zakrystii kościoła Św. Marii Magdaleny we Wrocławiu (obecnie kopia). Na cokole istnieje napis "Jacob 1499 Beynhart".
Z warsztatu Beinharta pochodzą liczne nastawy ołtarzowe w kościołach śląskich, m.in. retabulum mariackie w Ziębicach, ołtarz św. Łukasza w kościele Św. Marii Magdaleny we Wrocławiu (zachowany korpus, obecnie w Muzeum Narodowym w Warszawie, poliptyk Marii z Dzieciątkiem w Górze Śląskiej (obecnie w Katedrze w Poznaniu), poliptyk Marii z Dzieciątkiem w kościele św. Krzyża w Ścinawie (obecnie w kościele OO. Cystersów w Mogile) oraz poliptyk Koronacji Marii w kościele w Tymowej (obecnie w kościele w Żelichowie, ołtarz Złotej Madonny w kościele pofranciszkańskim w Zgorzelcu.